# Čurile
Čurile este o localitate din comuna Metlika, Slovenia, cu o populație de 123 de locuitori.